# Constructividad
La constructividad, conocida en inglés como constructability (o buildability), es una técnica de gestión de proyectos para revisar los procesos de construcción de principio a fin durante el periodo anterior a la construcción. Esto significa identificar obstáculos antes de que un proyecto sea construido para reducir o prevenir errores, demoras o sobrecostes.
El término constructabilidad define la facilidad y eficiencia con las cuales se pueden construir las estructuras. Mientras más construible sea una estructura, su costo será menos incierto, trasladando a una etapa temprana lo que habitualmente es un imprevisto. Constructibilidad es en parte una reflexión de la calidad de los documentos de diseño; eso implica que si los documentos de diseño son difíciles de entender e interpretar, el proyecto será difícil de construir.
El término se refiere a:
- La extensión o magnitud al cual el diseño del edificio facilita su construcción, sujeto a los requerimientos totales para su construcción total (definición CIRIA, Asociación de Investigación en la Industria de la Construcción e Información, por sus siglas en inglés).
- La integración a tiempo y efectiva del conocimiento de la construcción en el planeamiento conceptual, diseño, construcción y operaciones de campo del proyecto para lograr los objetivos del proyecto en la mejor manera posible y exactitud al menor costo (definición CII, Instituto de la Industria de la Construcción (Universidad de Texas en Austin), por sus siglas en inglés).
- La integración del conocimiento de la construcción en el proceso de entrega del proyecto y equilibrando las diversas restricciones para lograr los objetivos y rendimiento del edificio a un nivel óptimo (definición CIIA, Instituto de la Industria de la Construcción de Australia, por sus siglas en inglés).

## Principios
Hay 12 principios de la constructabilidad que son delineados en el proceso de obtención:
1. Integración
2. Conocimiento de construcción
3. Habilidad del equipo
4. Objetivos de empresa
5. Recursos disponibles
6. Factores Externos
7. Programa
8. Metodología de construcción
9. Accesibilidad
10. Especificación
11. Innovación de construcción
12. Reacción o Respuesta

- Datos: Q5164403